# Synema suteri
Synema suteri är en spindelart som beskrevs av Dahl 1907. Synema suteri ingår i släktet Synema och familjen krabbspindlar. Inga underarter finns listade i Catalogue of Life.